# Паблицитный капитал
Паблицитный капитал — это качественная и количественная совокупность всей информации, известной об объекте общественности, измеряемая в денежном эквиваленте. Одна из основных задач PR-специалиста в любой фирме — это увеличение паблицитного капитала. В каком-то смысле понятие «паблицитный капитал» близко к понятию «нематериальные активы предприятия». Раскрученный бренд имеет в несколько раз больше нематериальных активов, чем материальных.
По мнению доктора социологических наук Шишкиной М. А.: паблицитный капитал (publicity capital) — это особый вид капитала, которым обладает рыночный субъект, функционирующий в пространстве публичных коммуникаций. Этот вид капитала несводим к другим видам, но в существенной мере производен от них. Паблицитный капитал, как и любой другой, представляет собой социальное отношение, связанное с собственностью, и сущность его связана с самовозрастанием стоимости за счет использования потребительной стоимости, заключенной в собственности. Субъект собственности на паблицитный капитал за счет его рыночного использования способен осуществить увеличение своей экономической власти.
Как и другие виды капитала, паблицитный капитал представляет собой самовозрастающую стоимость, способную увеличивать экономическую власть своего собственника. Возрастание объема паблицитного капитала означает для его собственника прирост общественного доверия, укрепление позитивного имиджа, формирование все более благоприятного общественного мнения и другие. Но все эти результаты имеют свой, вполне определенный экономический эквивалент.
Паблицитный капитал (капитал публичности) способен конвертироваться в другие виды капитала — экономический, политический и другой, но и они, в свою очередь, могут быть конвертированы в паблицитный капитал.
Таким образом, капитал публичности по своей природе не отличается от других видов капитала и представляет собой самодвижущуюся стоимость, обеспечивающую приращение экономической власти своего собственника.